# Stiehlsteich
Der Stiehlsteich ist ein ehemaliger Ziegelteich in der bergischen Großstadt Solingen. Er befindet sich umgeben von einer kleinen Parkanlage im Stadtteil Ohligs und bildet heute ein Naherholungsgebiet zwischen der Ortslage Schleifersberg, der in den 1950er Jahren entstandenen Wohnsiedlung an der Leipziger Straße sowie dem Industriegebiet am Monhofer Feld.
Ende des 19. Jahrhunderts entstand bei der zu Ohligs gehörenden Ortslage Schleifersberg mit der Ohligser Ziegelei Aktiengesellschaft Bracken & Cie. eine Dampfziegelei. Eine für die Ziegelherstellung in der Nähe angelegte Lehmgrube blieb auch nach Aufgabe des Ziegeleibetriebes erhalten und entwickelte sich in der ersten Hälfte des 20. Jahrhunderts zu einem Weiher. Nach Recherchen des Solinger Tageblatts war es ein bei der nahegelegenen Firma Kronprinz angestellter Gärtner, Ernst Stiehl, der sich als erster um den Teich bemühte. So kam der Stiehlsteich zu seinem Namen. Im amtlichen Stadtplan von 1980 ist er bereits unter diesem Namen verzeichnet, zuvor war er nur als Teich in amtlichen Kartenwerken aufgeführt.
Der Teich hat eine annähernd runde Form mit einem Durchmesser von etwa 130 Metern und eine Gesamtfläche von etwa 1,5 ha. Er hat eine geringe Wassertiefe und verfügt im westlichen Bereich über eine kleine, mit einem einzelnen Baum bestandene Insel. Ein Abfluss aus dem Stiehlsteich erfolgt von Norden her über den teilweise verrohrten Schnitterter Bach, der im Westen bei der Hofschaft Schnittert in den Wilzhauser Bach mündet.
Der Stiehlsteich wird vom Sportfischerverein Solingen-Hilden als Angelgewässer genutzt, der auch über einen Patenschaftsvertrag für die Grünanlage verfügt.